# 茨城いすゞ自動車
茨城いすゞ自動車株式会社（いばらきいすずじどうしゃ、略称：茨城いすゞ）は、茨城県水戸市に本社を置く「すゞ陽グループ」の一つで、いすゞ自動車を取り扱う自動車販売会社である。
茨城運輸支局管轄区域を販売エリアとする正規ディーラーである。

## 沿革
- 1950年（昭和25年）1月 - 前身の新日本興業株式会社から茨城いすゞ自動車株式会社に商号変更。
- 1957年（昭和32年）9月 - 八州いすゞモーターといすゞ・エルフと部品の販売契約を締結。
- 1960年（昭和35年）7月 - 水戸いすゞモーターを設立し、ヒルマン、ミンクスおよび小型車の販売権を譲渡。
- 1986年（昭和61年）10月 - いすゞ部品茨城販売株式会社が茨城いすゞモーター株式会社、水戸いすゞモーター株式会社から分離独立。
- 2000年（平成12年）1月 - 創立50周年を迎える。
- 2005年（平成17年）4月 - いすゞ部品茨城販売株式会社、株式会社すゞ陽の2社を合併。
- 2005年（平成17年）7月 - 水戸いすゞモーター株式会社を合併。
- 2013年（平成25年）- 水戸営業所が国土交通省の表彰事業である平成25年度「環境指向型事業者」茨城運輸支局長表彰を受賞[1]。
- 2016年（平成28年）- 石下営業所が国土交通省の表彰事業である平成28年「環境指向型事業場」関東運輸局長表彰を受賞[2]。

## 事業所所在地
- 本社，茨城県水戸市五軒町

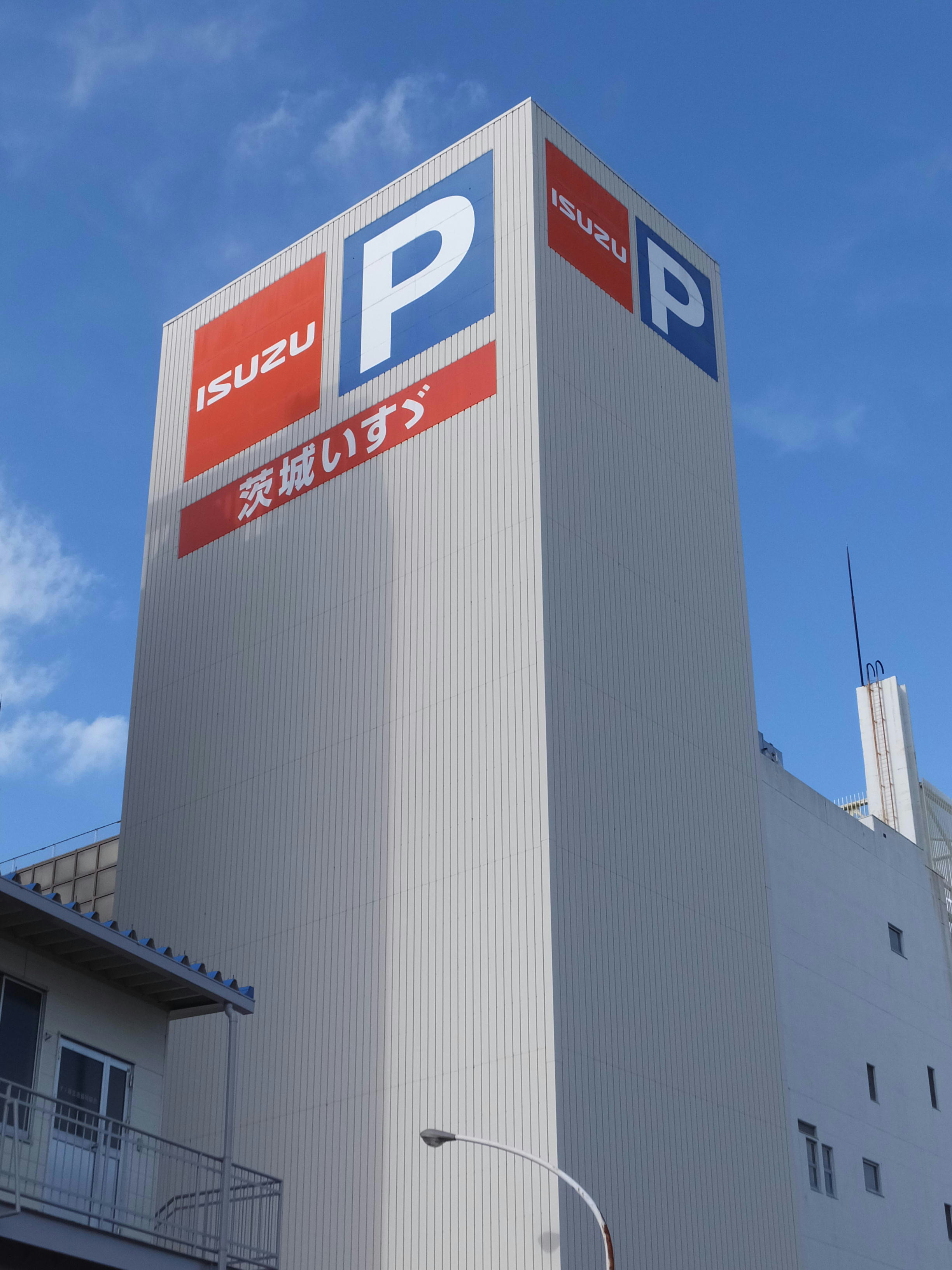
茨城いすゞビル駐車場：(通称)いすゞパーキング

- 水戸営業所/サービス工場： 茨城県東茨城郡茨城町上石崎
- 日立営業所/サービス工場： 茨城県日立市助川町字砥岫
- 鹿島営業所/サービス工場： 茨城県神栖市大字木崎
- 土浦営業所/サービス工場： 茨城県土浦市中貫町字西河
- 石下営業所/サービス工場： 茨城県常総市新石下
- 牛久工場： 茨城県龍ケ崎市庄兵衛新田町
- 古河営業所/サービス工場： 茨城県古河市中田字小山
- 下館営業所/サービス工場： 茨城県筑西市玉戸
- 千波整備工場/千波サービスセンター： 茨城県水戸市千波町
- 大宮工場： 茨城県常陸大宮市泉
- 特装工場： 茨城県東茨城郡茨城町上石崎
- スキルアップセンター： 茨城県東茨城郡茨城町小幡字南表

## すゞ陽グループ
- 茨城スバル自動車株式会社
- 茨城小松フォークリフト株式会社
- 茨城トーヨー株式会社
- コマツ茨城株式会社
- 株式会社イバジュウ